# Mélanie René
Mélanie René (Ginebra, Suiza, 1 de septiembre de 1990) es una cantante y compositora suiza de origen mauriciana.
Fue la representante de Suiza en el Festival de la Canción de Eurovisión 2015 con la canción Time to shine.

## Obra

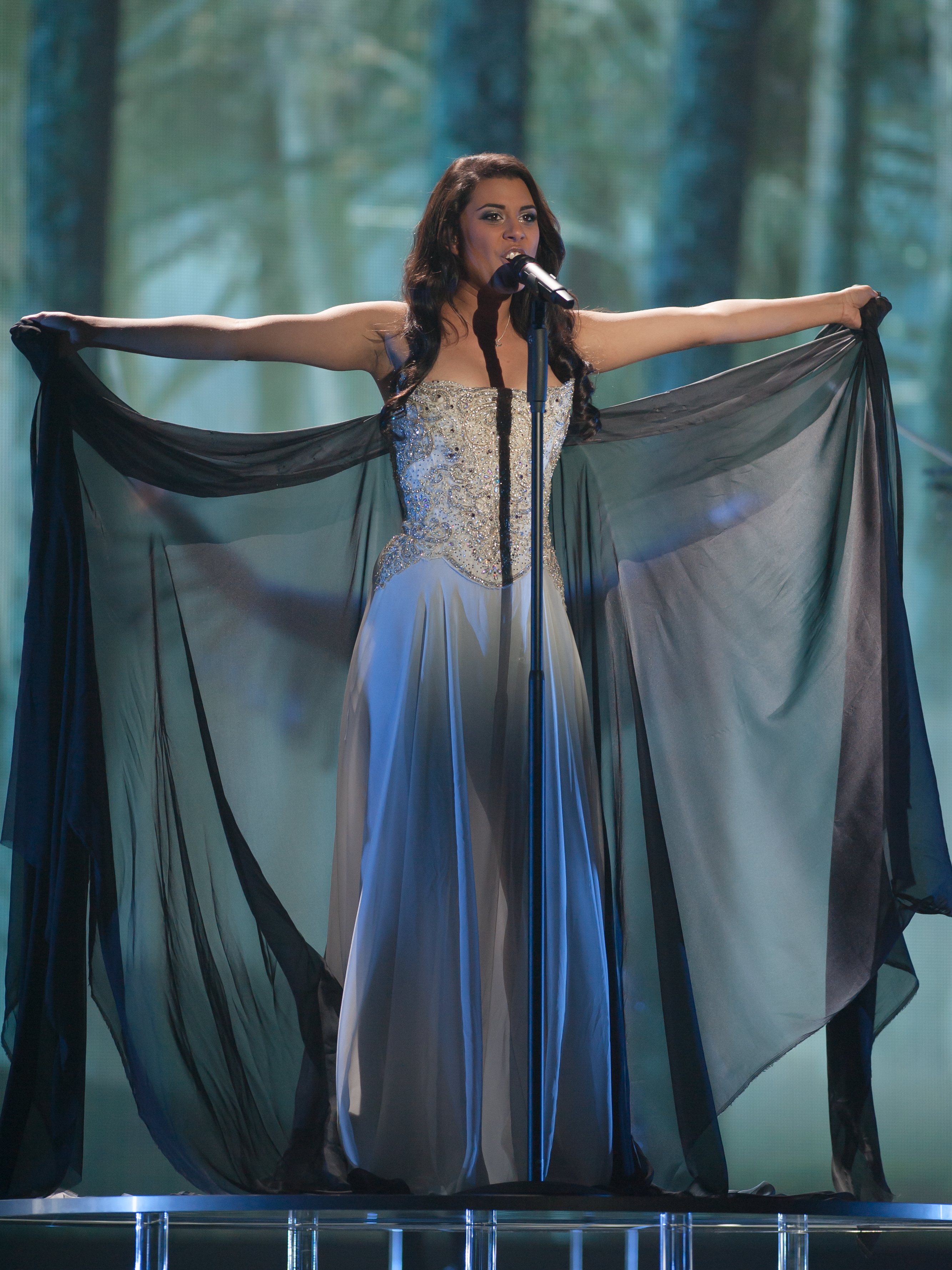
Mélanie René 2015

### Simples
| Año  | Simple          | Posiciones de punta | Álbum               |
| Año  | Simple          | SWI                 | Álbum               |
| ---- | --------------- | ------------------- | ------------------- |
| 2015 | "Time to Shine" | 73                  | Non album single(s) |
| 2015 | "On avait rêvé" |                     | Non album single(s) |